# جودی پلیفر
جودی پلیفر (انگلیسی: Judy Playfair؛ زادهٔ ۱۴ سپتامبر ۱۹۵۳) شناگر اهل استرالیا بود.
وی در مسابقات کشوری و بین‌المللی در مجموع برندهٔ ۱ مدال نقره شده‌است.